# Achadas (Porto Moniz)
Achadas é um sítio da freguesia do Porto Moniz, concelho do Porto Moniz, Ilha da Madeira.